# 鬼熊

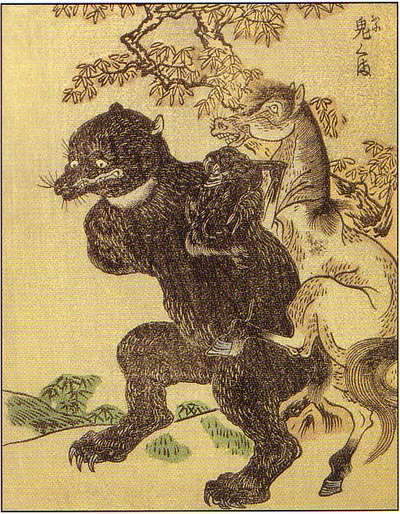
竹原春泉画『絵本百物語』より「鬼熊」

鬼熊（おにくま）は、木曽谷（長野県）に伝わる妖怪。江戸時代の奇談集『絵本百物語』に記述がある。

## 解説
歳を経た熊が妖怪となったもの。人前に姿を現すことは滅多にないが、夜更けに山から人里に現れ、人のように直立歩行しながら家畜の牛馬を捕えては山へ持ち帰って食らうという。
力が非常に強く、猿などは掌で押しただけで殺してしまう。また、山中で鬼熊が6、7尺もあろうかという大石を谷底へ落とすのを見た人がおり、その石を人の手で動かそうと試みたところ、10人がかりでも動かなかったという。この石は鬼熊石と呼ばれ、今でも木曽山中にあるといわれる。
鬼熊を仕留めるには、大木を井桁のように組んで藤蔓を使って巣穴の口をふさぎ、その奥にさまざまな木を突っ込むと、鬼熊は行き場を失って穴の口へ出て来るので、そこを狙って槍で突き、鉄砲で撃ち取るという方法がある。享保年間初期に鬼熊が仕留められたことがあり、その皮を広げたところ、畳6畳分もあったという。
北海道では、人を襲う羆を鬼熊と呼んで恐れていたという。